# Валле-Аурелія (станція метро)
Валле-Аурелія (італ. Valle Aurelia) — станція лінії А Римського метрополітену. Відкрита 29 травня 1999 року. Є станцією з двома окремими тунелями, в кожному з яких знаходиться окрема платформа. Поруч зі станцією розташована парковка на 126 місць. 
Станція розташована під однойменною залізничною станцією і пересадка на лінію FL3 Римського S-Bahn

## Пересадки
- Автобуси: 31, 33, 247, 490, 495, 892, 906.
- S-bahn: станція Валле-Аурелія на приміській залізниці.